# 乙部町

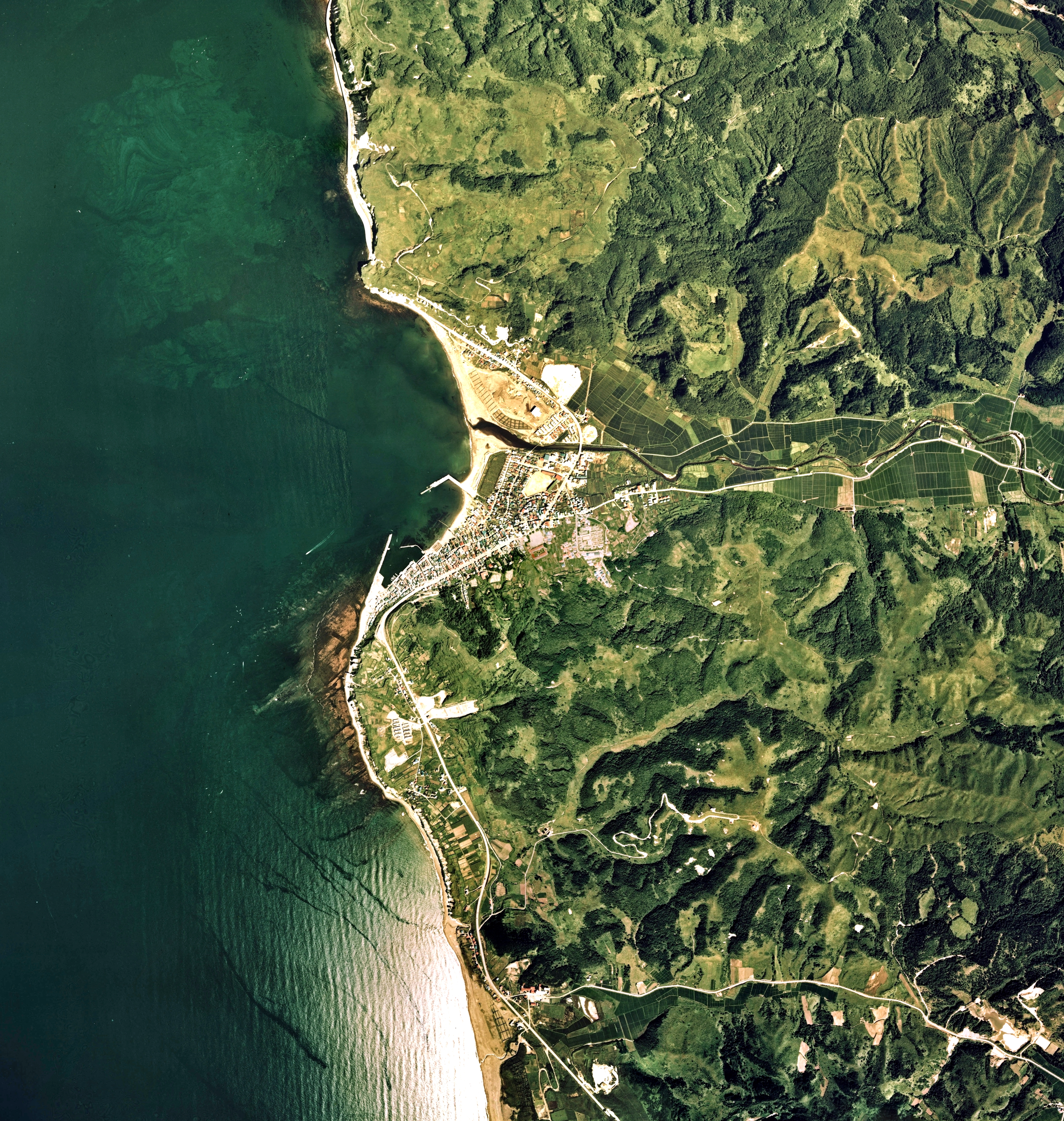
乙部町中心部周辺の空中写真。1976年撮影の6枚を合成作成。
。

乙部町（おとべちょう）は、北海道南西部、檜山振興局中部にある日本海に面した町。爾志郡に属する。

## 概要
渡島半島上に位置する町であり、西に日本海を臨む。本町の南に位置する江差町などと共に、江戸時代中期頃からにしん漁の漁港として栄えた。

### 町名の由来
町名はアイヌ語の「オトウンペ」（河口に沼のある川）に由来する。その川は現在の姫川である。

## 地理
北緯41°58、東経140°08。南は江差町、北は八雲町熊石地区に隣接し、東は乙部岳、突符岳を背に厚沢部町とも境界をなす。町域は東西17.3km、南北15.6kmで、総面積は162.53km2である。全体が波状性丘陵地であり、海岸線まで山が迫り平野部は少ない。町域海岸部の大半は檜山道立自然公園に指定されている。海岸沿いに国道229号線が走り、町域全体の81%が山林であり、人口は海岸部の集落に集中している。町政施行は昭和40年で、人口も1万人を超えたこともある。役場の所在地は、檜山振興局が所在する江差町、厚沢部町役場へ12km、上ノ国町役場へは18km、せたな町には60km、今金町には80km、渡島総合振興局の所在する函館市から71kmの位置にあり、隣接する八雲町役場には約60kmである。管内他町と同様、漸次人口減の傾向を見せている。
- 山：乙部岳(1017 m)、九郎岳(970 m)
- 河川：姫川
- 岬：突符岬、鮪ノ岬、館ノ岬

### 隣接している自治体
- 檜山振興局
  - 檜山郡江差町
  - 同郡厚沢部町
- 渡島総合振興局
  - 二海郡八雲町

### 人口
| |                                        |  |
| 乙部町と全国の年齢別人口分布（2005年） | 乙部町の年齢・男女別人口分布（2005年） |  |
| ■紫色 ― 乙部町 ■緑色 ― 日本全国 | ■青色 ― 男性 ■赤色 ― 女性              |  |
| 乙部町（に相当する地域）の人口の推移 \| 1970年（昭和45年） \| 8,060人 \| \| \| 1975年（昭和50年） \| 7,317人 \| \| \| 1980年（昭和55年） \| 7,031人 \| \| \| 1985年（昭和60年） \| 6,719人 \| \| \| 1990年（平成2年） \| 6,011人 \| \| \| 1995年（平成7年） \| 5,422人 \| \| \| 2000年（平成12年） \| 5,143人 \| \| \| 2005年（平成17年） \| 4,816人 \| \| \| 2010年（平成22年） \| 4,404人 \| \| \| 2015年（平成27年） \| 3,906人 \| \| \| 2020年（令和2年） \| 3,403人 \| \| |                                        |  |
| 総務省統計局 国勢調査より |                                        |  |
| 1970年（昭和45年） | 8,060人                                |  |
| 1975年（昭和50年） | 7,317人                                |  |
| 1980年（昭和55年） | 7,031人                                |  |
| 1985年（昭和60年） | 6,719人                                |  |
| 1990年（平成2年） | 6,011人                                |  |
| 1995年（平成7年） | 5,422人                                |  |
| 2000年（平成12年） | 5,143人                                |  |
| 2005年（平成17年） | 4,816人                                |  |
| 2010年（平成22年） | 4,404人                                |  |
| 2015年（平成27年） | 3,906人                                |  |
| 2020年（令和2年） | 3,403人                                |  |

## 沿革
- 縄文時代より栄える。
- 1617年(元和3年) 花磯諏訪神社が建立される(史誌では1704年)。
- 1741年(寛保元年) 松前沖で噴火と津波。
- 1902年(明治35年) 乙部村、小茂内村、突符村、三ツ谷村、蚊柱村が合併し、二級町村制施行、乙部村となる
- 1939年(昭和14年)4月1日 村内の5大字を廃止、15行政字に再編。
  - 乙部村 → 元町、緑町、滝瀬、館浦、姫川、旭岱
  - 小茂内村 → 鳥山、富岡
  - 突符村 → 栄浜、栄野、元和
  - 三ツ谷村 → 三ツ谷、潮見
  - 蚊柱村 → 花磯、豊浜、潮見
- 1965年10月1日 町制施行、乙部町となる。

## 姉妹都市・提携都市
姉妹樹：中華人民共和国湖南省張家界市・武陵源（世界遺産）内の「重歓木」 / 森の巨人たち百選選定「縁桂」（互いに連理の木である。）

## 経済
- 漁業はイカ、サクラマス、延縄漁で行なうスケトウダラなどが中心。ひやま漁業協同組合の本所がある。
近年は、ウニ、ナマコの増殖にも手掛けている。
- 農業は、イネ、食用百合根、ジャガイモ、イチゴ、ブロッコリー、黒千石大豆をはじめとする大豆など。
- 二次産業としては、水産加工業をはじめ、CAC化粧品の工場がある。

### 立地企業
- 札幌酒精工業（おとべワイン）
- CAC乙部工場
- ㈱マルサ笹谷商店　乙部工場
- ㈱小川商店　乙部工場

### 農協・漁協
- 新函館農業協同組合（JA新はこだて）乙部支店
- ひやま漁業協同組合（本所）

### 金融機関
- 道南うみ街信用金庫乙部支店

### 郵便局
- 乙部郵便局（集配局）
- 豊浜郵便局

### 宅配便
- ヤマト運輸：函館主管支店江差かもめ島センター（江差町）
- 佐川急便：江差営業所（江差町）
- 日本通運：函館支店自動車営業課（函館市）

## 公共機関
警察
- 江差警察署
  - 乙部駐在所
  - 豊浜駐在所

林野庁
- 檜山森林管理署乙部上級森林事務所

消防
- 檜山広域行政組合乙部消防署

## 教育
乙部には、近代以前から和人が居住していたので、本州同様居住者対象の寺子屋は存在していた。
記録は散逸して定かではないが、1850年（嘉永3年）には寺院利用の寺子屋があったという記述が残されている。

### 小学校
明治時代、「学制」の施行により、開拓使の手により、学校の開設は進められていった。乙部においては、各村からの拠出金により、学校は次々と開設されていったようである。1878年（明治11年）頃には、乙部学校（乙部村）、突符学校（突符村）、三ツ谷学校（三ツ谷村）、小茂内学校（小茂内村）蚊柱学校（蚊柱村）がそれぞれ開校している。突符学校では特に向突符（元和）は遠隔であるとして分校を設け、1882年（明治15年）に愛教学校として開校している。その後、学校制度改正に合わせて変遷し、戦後の学制改革によって、新制小学校として、乙部小学校、姫川小学校、姫川小学校富岡分教場、栄浜小学校、栄浜小学校元和分校、明和小学校が発足した。
その後、少子高齢化等の児童数減少により、元和分校・富岡小（中）学校がそれぞれ休廃校し、2011年（平成23年）3月、姫川小学校が115年の歴史に幕を閉じ、児童は乙部小学校に編入した。また、2022年（令和4年）3月、栄浜小学校も乙部小学校に編入された。さらに明和小学校が2025年3月末に閉校した。
- 乙部町立乙部小学校
- 乙部町立明和小学校

### 中学校
戦後の学制改革によって、新制中学の設置が見られ、乙部中学校、栄浜中学校、姫川中学校、明和中学校がそれぞれ小学校に併設されて発足した。1950年（昭和25年）には、富岡分教場が中学校併置で分離独立して富岡小中学校となり、昭和30年代までに各中学校も独立校舎を新築している。その一方で、生徒減や校舎の老朽化、交通の改善で学校の統廃合が行われ、1981年（昭和56年）に元和分校が廃校、1997年（平成9年）には富岡小中学校は休校となった。
2003年（平成15年）、過疎化による人口減や少子化による生徒数の減少を考慮し、町内の5中学校（休校中の富岡中含む）の統合計画が確定し、2004年（平成16年）より町内中学校が統合、新設「乙部中学校」が新校舎と共に町内唯一の中学校として発足した。
2006年度（平成18年度）、高齢者等の生活弱者に対する雪かきなどのボランティア「猫の手活動」や、地域の総合的学習を積極的に推進し、それが評価され、北海道教育実践表彰を受けた。
- 乙部町立乙部中学校

### 高等学校
1949年（昭和24年）、北海道江差高等学校の乙部分校から独立して、定時制高校として北海道乙部高等学校が発足したが、昭和40年代半ばから、親の教育ニーズの変化や人口の流失等で入学者減が進み、江差、乙部、厚沢部、上ノ国の4町が結成した「檜山南部地区高校整備促進期成会」が、江差高校・厚沢部高校・乙部高校を統廃合する事を検討し、合意に至った。定時制高校としての乙部高校は、1982年（昭和57年）に最後の卒業生6人を送り出し閉校となった。

## 交通

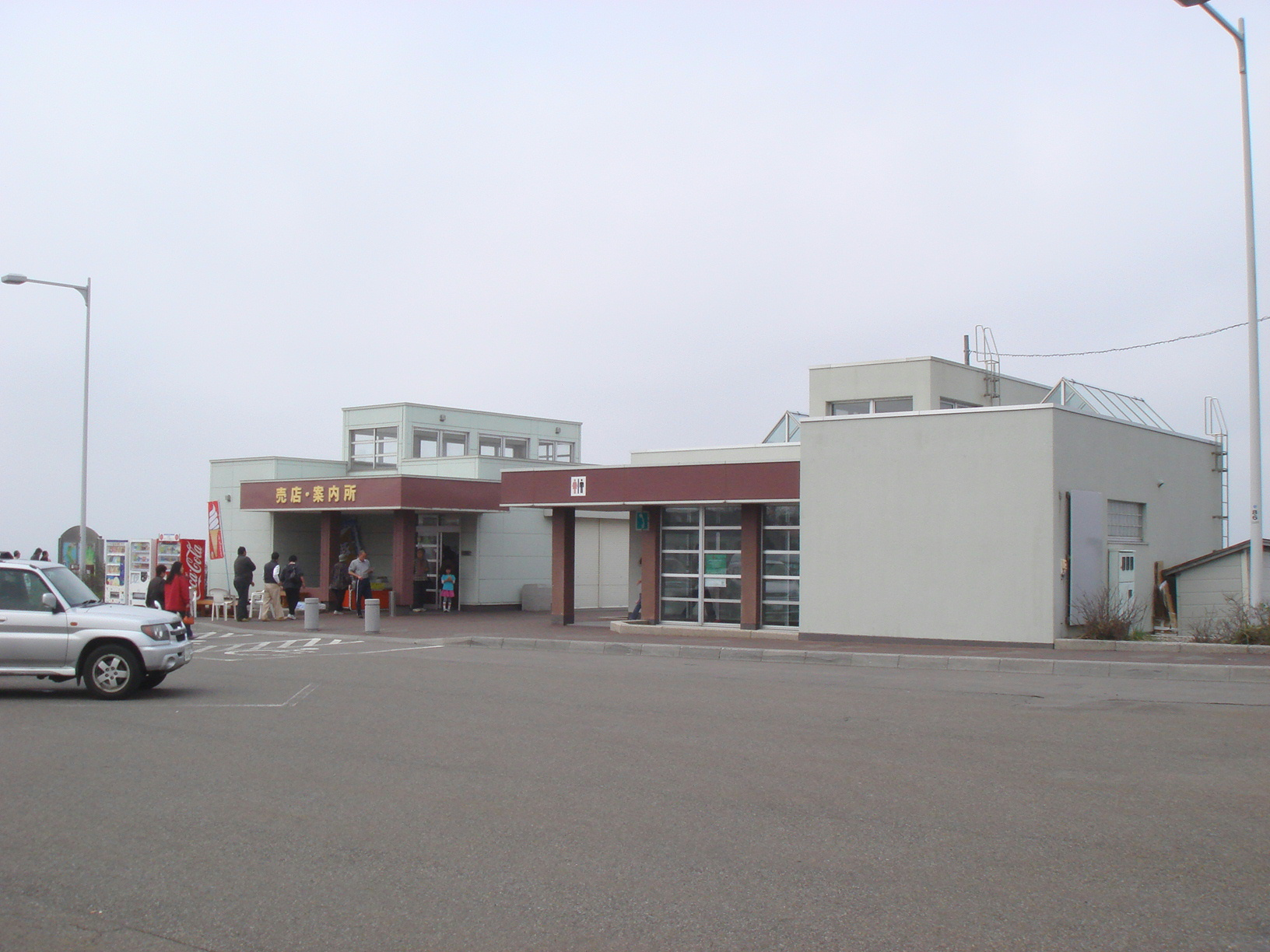
道の駅ルート229元和台

### 鉄道
町内を鉄道路線は走っていない。鉄道を利用する場合の最寄り駅は、JR北海道函館本線八雲駅、あるいは北海道新幹線新函館北斗駅及び木古内駅。

### バス
- 函館バス - 江差町と八雲町旧熊石町域を結ぶ桧山海岸線が当町を経由する。
  - 江差ターミナル - 江差病院前 - 乙部 - 鮎川 - 熊石

なお、鉄道駅や高速バス乗り場と町内を直結する路線は存在せず、遠隔地との間を公共交通で移動する場合、江差ターミナルで乗り継ぎとなる。

### 道路
- 一般国道
  - 国道229号
  - 国道276号（国道229号と重複）
  - 国道277号（国道229号と重複）
- 都道府県道
  - 北海道道460号乙部厚沢部線
  - 北海道道461号乙部港線
  - 北海道道1061号旭岱鳥山線
- 道の駅
  - 道の駅ルート229元和台

### 空港
- 乙部ヘリポート(2015年(平成27年)2月5日供用廃止)
- 乙部町ヘリコプター場外離着陸場 (上記廃止後～)

## 名所・旧跡・観光スポット・祭事・催事

### 文化財
- 乙部鮪ノ岬の安山岩柱状節理 - 北海道指定天然記念物
- 乙部町指定有形文化財（美術工芸品）2件

### 観光
- 海岸部が檜山道立自然公園に指定。
- 元和台海浜公園：海辺にブロックが敷かれた「海のプール」。環境省の「快水浴場百選」に、北海道からは唯一指定。
- 縁桂：樹径6m・5.1m、樹高40mの2本のカツラの連理の巨木。樹齢500年以上（推定）。林野庁の「森の巨人たち百選」に指定。
- 温泉：町内では、乙部（館浦）・鳥山・緑町の３か所で湧出しており、乙部温泉では温泉旅館と北海道初のバリアフリーの温泉ホテルなどがある。
- 地層：町内では地層の露頭が豊富であり、国道229号線上から望むことができる館の岬（海岸段丘）、鮪の岬（安山岩柱状節理／北海道天然記念物）をはじめ、滝瀬海岸や、海岸沿いには奇岩怪石が点在。田園地帯には貝子沢化石公園（貝類化石の露頭層）も存在する。
- 箱館戦争官軍上陸の地：箱館戦争（戊辰戦争の最終局面）において、榎本軍（旧幕府軍）に占拠されていた蝦夷地を奪還すべく、新政府軍（官軍）が軍艦「甲鉄」などで上陸した最初の地である。
- 郷土資料館：町内から出土した縄文時代の土器や江戸時代からの産業の歴史・変化の過程を知ることができる各種の資料が展示されている。

### 祭事・催事
- 元和台マリンフェスティバル（海水浴場開設期間の前半）
- 温泉&産業まつり（8月上旬）（近年は産業まつりとして9月上旬に開催)
- ふれあい交流盆踊り（8月14日）
- 八幡神社例大祭（8月14日～16日）
- 縁桂森林フェスティバル（秋分の日）
- シバレ・ふれあい富岡（1月下旬）

## 出身人物
- 工藤壽樹（元函館市長）
- 小林和男（元三笠市長）
- 福士明（北海学園大学教授）
- 田中日淳（第48代日蓮宗管長・大本山池上本門寺第81世貫首）